# Saul Kripke
Saul Aaron Kripke, född 13 november 1940 i Bay Shore, Suffolk County, New York, död 15 september 2022 i Princeton, New Jersey, var en amerikansk filosof och logiker, med inriktning på semantik, sanningsteori och modallogik. Kripke var professor emeritus vid Princeton University.

## Utbildning
Kripke studerade vid flera universitet innan han avlade examen vid Harvard University 1962. Han har hållit John Locke-föreläsningen i Oxford och varit A. D. White Professor-at-Large vid Cornell University. Han tilldelades en personlig professur, McCosh Professor of Philosophy, vid Princeton University 1977, där han stannade till läsåret 1997–1998, då han blev professor emeritus. Kripke var ledamot i American Academy of Arts and Sciences och British Academy och fick ett flertal hedersdoktorat. År 1988 erhöll han Behrman Award for distinguished achievement in the humanities, och har därtill förlänats Schockpriset. 
Det var huvudsakligen för två böcker som Kripke blev berömd: Naming and Necessity (1972) och Wittgenstein on Rules and Private Language (1982). Noam Chomsky och Kripke var i en intellektuell dispyt, som började när Kripkes bok om Ludwig Wittgenstein kommenteras av Chomsky i Knowledge of Language.